# 서구 병
서구 병은 대한민국의 국회의원 선거구이다. 인천광역시 서구의 일부 지역을 관할한다. 현 지역구 국회의원은 더불어민주당의 모경종이다.

## 역사
제22대 국회의원 선거를 앞두고 서구 지역의 선거구가 개편이 됨에 따라 신설되었다.

## 관할 구역
| 대수  | 관할 구역                                                           |
| ----- | ------------------------------------------------------------------- |
| 22대~ | 서구 검단동, 불로대곡동, 원당동, 당하동, 오류왕길동, 마전동, 아라동 |

## 역대 국회의원
| 선거   | 정당 | 정당         | 의원   |
| ------ | ---- | ------------ | ------ |
| 2024년 |      | 더불어민주당 | 모경종 |

## 역대 선거 결과

### 대한민국 제22대 국회의원 선거
|  | 57.52% |

|  | 39.55% |

|  | 2.31% |

|  | 0.59% |

## 같이 보기
- 서구 갑 (인천)
- 서구 을 (인천)
- 인천 서구의 국회의원